# 大竹蘚
大竹蘚（学名：Aptychella robusta）为錦蘚科竹蘚屬下的一个种。

## 扩展阅读
- 維基物種上的相關：大竹蘚